# As Aventuras de D. Juan
Adventures of Don Juan (bra: As Aventuras de Don Juan, ou As Aventuras de D. Juan; prt: As Aventuras de D. Juan) é um filme estadunidense de 1948, do gênero aventura romântica em estilo capa e espada, dirigido por Vincent Sherman.

## Enredo
Depois de se envolver com uma aristocrata casada e se passar por um nobre para fugir, o grande espadachim e mulherengo espanhol do século XVI Dom Juan é preso na Inglaterra e só a intervenção do embaixador do seu país e seu amigo pessoal Conde de Polan consegue livrá-lo da masmorra.
Com a promessa de que Dom Juan deixará de lado sua vida lasciva, o Conde o envia com uma recomendação à rainha Margaret. Dom Juan cumpre o acordo e volta à Espanha depois de 10 anos. Mas logo se envolve em uma briga com a guarda sob as ordens ilegais do ambicioso Duque de Lorca.
Consegue escapar e se apresenta à rainha Margaret. Ele conta a ela e ao rei da sua briga, mas não consegue provar a culpa do Duque. A rainha está ciente da reputação de mulherengo de Dom Juan, mas como não gosta do duque, resolve nomear o aventureiro como Instrutor de Esgrima e mantê-lo na Corte.
O duque continua com seus planos de levar a Espanha à guerra com a Inglaterra, e logo só a espada de Dom Juan se colocará contra sua traição.

## Elenco principal
- Errol Flynn...Dom Juan de Baragna
- Viveca Lindfors...Rainha Margaret
- Robert Douglas...Duque de Lorca
- Alan Hale...Leporello
- Ann Rutherford...Donna Elena
- Robert Warwick...Conde de Polan
- Barbara Bates
- Raymond Burr
- Mary Stuart

## Prêmios e indicações
| Prêmio     | Categoria                | Recipiente                                    | Resultado |
| ---------- | ------------------------ | --------------------------------------------- | --------- |
| Oscar 1950 | Melhor figurino em cores | Leah Rhodes, William Travilla e Marjorie Best | Venceu    |